# Richard Rose
Richard Rose (Benwood, 14 de marzo de 1917 - 6 de julio de 2005) fue un místico, esoterista, filósofo, escritor, poeta e investigador de los fenómenos paranormales estadounidense, y que publicó varios libros y dio conferencias en universidades y otras instituciones a lo largo de su país durante los años setenta y ochenta.
Rose desarrolló un sistema que el describió como «el alejamiento de la falsedad» (retreat from untruth), el cual implicaba el examen de los sistemas personales de creencias y estilos de vida. En este sistema se descarta lo que uno descubre como falso sobre la base de un análisis de caso por caso. Él creía que una Verdad Absoluta existe y puede ser encontrada por una persona con suficiente dedicación y esfuerzo, y recomendaba una aproximación escéptica.
Estudió la psicología humana, las debilidades y potenciales humanas, y luego escribió sobre desafíos a la psicología, psiquiatría, religión, academia, el sistema legal y el movimiento New Age. Sus críticas incluyen cuestiones de pensamiento de grupo, dogmatismo, cuestiones financieras, atracciones basadas en la emotividad, y la dependencia y confianza en autoridades cuestionables.

## Biografía
Richard Rose nació en Benwood (Virginia Occidental), Estados Unidos. Ingresó en un pre-seminario católico en Butler, Pennsylvania a los 12 años. Más tarde él contaría sobre su deleite ante la idea de vivir con monjes y monjas quienes él creía que tenían una conexión con Dios. Sin embargo, él se desilusionó con los instructores y con su insistencia en que aceptara lo que le enseñaran con fe ciega. Abandonó el seminario a los 17 años, todavía continuaba buscando a Dios pero habiendo decidido hacerlo a través de la ciencia. Luego estudió química y física en la Universidad pero se desilusionó con la idea de que fuese posible hallar a Dios o la Verdad a través de la ciencia. Luego viajó por los Estados Unidos, y realizó una serie de trabajos tales como empleado en el primer submarino nuclear en Babcock & Wilcox en Alliance, Ohio, en estudios de la estreptomicina en el National Jewish Medical & Research Center en Denver, y realizando testeos metalúrgicos para Martin Aircraft en Baltimore.
Mientras vivía en Baltimore, su hermano mayor James murió en un barco de la Marina Mercante cuando recibió un torpedo de un U-boot alemán. Su muerte causó en un gran shock en Richard, quien contrastó la actitud altruista de su hermano con su propio ego espiritual.
En la primavera de 1947, Rose estaba trabajando como mozo en un club de tenis en Seattle cuando experimentó lo que él describió como «entendimiento de Dios» (God realization). Varios meses después, escribió una descripción de lo que había experimentado en Los tres libros del absoluto.
Algunos años más tarde se casó y formó una familia. Mantuvo a su familia trabajando como contratista de pintores y criando ganado en la granja familiar. Trabajó con gente que estaba interesada en los fenómenos parapsicológicos tales como la percepción extrasensorial y la hipnosis, pero dijo que durante este tiempo nunca se cruzó con nadie que estuviese trabajando para lograr responder las preguntas sobre la naturaleza de la mente y la realidad. En este periodo completó su primer libro, Los artículos Albigen (The Albigen papers), publicados en 1973, describiendo su filosofía.
En 1972 Rose fue invitado a dar una conferencia en la Sociedad Teosófica en Pittsburgh. Dos estudiantes de la Universidad de Pittsburgh asistieron, y se sintieron inspirados a iniciar un grupo en la universidad para aplicar las enseñanzas de Rose. En 1973, Rose y algunos de sus estudiantes iniciaron la Fundación TAT ―un círculo de amigos sin cabeza― para promover sus esfuerzos para llegar a otros. El acrónimo TAT significaba «truth and transmission» (‘verdad y transmisión’)
El grupo de Pittsburgh engendró grupos en otras universidades del noreste de EE. UU. e incluso algunos en el oeste (Denver y Los Ángeles). Rose hizo disponible su granja para reuniones grupales y retiros individuales, y los estudiantes construyeron dos grandes edificios para las reuniones y también cabinas para el uso individual. En las siguientes dos décadas, cientos de personas fueron inspiradas a iniciar sus propias búsquedas espirituales.
Rose continuó escribiendo y publicando mientras sus grupos de estudio se expandían. Continuo dando conferencias públicas hasta los inicios de los años noventa, cuando empezó a tener signos de deterioro por la enfermedad de Alzheimer.

## Enseñanzas
El estudiante de Rose, David Gold, describió su trabajo como esotérico y directo. Rose decidió no establecer un movimiento popular de estudiantes, prefiriendo a cambio una red sub-rosa de estudiantes cercanos, quienes luego llegaron hacia un círculo más amplio, que incluyó al autor Joseph Chilton Pearce.
Sus enseñanzas se basaron en una vida de experiencias e investigaciones, y en particular en la experiencia que tuvo a los treinta años. Joseph Chilton Pearce lo describió así, «Rose es un nativo de West Virginia que no se dedica a pavadas y que no quiere en la vida nada más que de algún modo transmitir la experiencia espiritual cataclísmica, la iluminación que lo sorprendió cuando era un hombre joven».

### Principios
Su estudiante John Kent consideraba que las enseñanzas de Rose eran difíciles de describir, porque Rose subrayaba un trabajo interno inherentemente subjetivo e intimo para cada individuo. Se trataban más acerca de seguir las introspecciones e ideas personales que un conjunto de técnicas específicas. De todos modos, de acuerdo a Kent, Rose formuló un sistema de enseñanzas basado en el estudio de otras tradiciones y en sus propios conocimientos. Kent planteó que las preguntas centrales en las que se centraban las enseñanzas son las siguientes:
1. ¿Quién soy yo (en última instancia)?
2. ¿De dónde vengo (de antes del nacimiento)?
3. ¿Hacia dónde voy (tras la muerte)?

Rose recomendaba una investigación profunda de «quién» está viviendo y experimentando: lograr una definición clara de sí mismo y del ego. También insistía en que la vida de actividad carece de sentido mientras la identidad del actor sea desconocida. Pensaba que aproximarse a la espiritualidad como un medio para hallar paz o mejorar la propia vida, lo cual él llamó un acercamiento «utilitario», era una tontería. En cambio abogaba por una dedicación total a la búsqueda de la verdad — en particular la concerniente a nuestro ser y ego — a pesar de las consecuencias personales.
Usaba el término «la escalera de Jacob» (Jacob's ladder) como una especie de mapa transpersonal. Sobre la base de eso, luego usaba los términos «ley de la escalera» y «ladder work» (‘trabajo de escalera’) para describir diferentes niveles que el observó entre las personas en búsqueda de la verdad. También creía que alguien puede ayudar efectivamente a otros y ser ayudado por otros que estén en el mismo escalón de la escalera o en uno adyacente. Consideraba que se obtenían «resultados extraproporcionales» cuando un grupo de gente combina sus esfuerzos en cualquier emprendimiento, lo cual él llamó «la ley del contratista».
Rose advertía en contra de postular lo que la verdad — con respecto al sí mismo y el ego — debe ser y luego intentar avanzar hacia ello. En cambio uno tiene que ir removiendo y abandonando malentendidos. Su definición de verdad era «una condición de la cual toda lo falso ha sido removido». Usaba la frase «alejamiento del error» y «revertir el vector» para describir el proceso de alejarse de lo que es más obviamente falso, lo que él llamaba «basura», proceso el cual aclararía el pensamiento y la intuición hasta un punto en el cual falsedades más sutiles puedan ser evaluadas.
Publicó The Albigen papers en 1973, el cual llamó «una guía para buscadores». Sus teorías acerca de la transmutación de la energía, desde el cuerpo a través de la mente hasta lo que él llamaba el «quantum espiritual,» fueron publicadas después y eran similares a algunas teorías recientes que describen la mente como un campo de fuerza. Rose escribió un panfleto sobre un método de meditación que proponía la revisión desapasionada de eventos pasados traumáticos como un medio para superar problemas psicológicos y entender al ego. Su libro Psicología del Observador encapsuló sus opiniones respecto a la estructura de los procesos mentales y lo que él describía como el ascenso interno desde cosmovisión personal y llena de conflictos hacia una perspectiva más universal.
Rose fue un hipnotista, ocasionalmente hacía demostraciones, y decía que entender la hipnosis brindaba una llave para entender los mecanismos de la mente. Su criticismo de los movimientos espirituales y New Age a menudo incluían referencias al uso que hacen de métodos auto-hipnóticos.

### Estudios que recomendaba
Su estudiante John Kent describió la culminación de la filosofía de Rose como correspondiendo «muy de cerca al no dualismo del advaita vedanta». Pero Kent también escribe que más que presentar una estructura conceptual o una práctica específica sobre la cual sus enseñanzas puedan basarse Rose en cambio abogaba por la inmersión personal en los métodos disponibles y prácticas religiosas existentes manteniendo y aplicando siempre lo que él denominaba «duda respetuosa». En consecuencia, sus seguidores obtuvieron entendimiento de un amplio número de grupos esotéricos y métodos, los cuales pudieron compartir entre ellos. Rose también creía que el progreso en el propio camino espiritual estaba asociado a los propios esfuerzos para ayudar a otros.
Rose recomendaba leer ciertos autores a sus estudiantes y desacreditaba a otros autores, sobre la base de sus investigaciones. Aquellos a los que más marcadamente recomendaba eran el gurú indio Ramana Maharshi, el maestro Chan Huang Po, los místicos cristianos San Juan de la Cruz y Teresa de Avila, George Gurdjieff, y los investigadores Paul Brunton y Richard Bucke. En Albigen Papers describió los libros de H. P. Blavatsky como «unos de los más valiosos que un estudiante puede poseer», y en su publicación Escritos profundos de Oriente y Occidente, llamó a su texto El libro de los preceptos dorados (también conocido como La voz del silencio) «una guía condensada hacia las enseñanzas más profundas de la humanidad». Rose recomendaba el estudio de lo que él llamaba leyes taumatúrgicas como un medio para protegerse a uno mismo de influencias invisibles, para cualquiera que planee explorar las dimensiones de la conciencia (the mind dimension), refiriéndose a textos de Eliphas Levi y otros.

### Estilo de enseñanza y métodos
De acuerdo a Kent, Rose recomendaba un compromiso muy personal, similarmente a Gurdjieff y desalentaba el compromiso casual.
Los aspectos de su estilo que desacreditaban el compromiso casual incluían: un método de confrontación similar al zen, que recomendaba un estilo de vida célibe, y fuertes criticismos a lo que el describía como vacas sagradas políticas y sociales. En sus interacciones personales el trataba de disipar ilusiones y falsedades que los estudiantes estuviesen escondiendo de sí mismos. Esta agudeza causó que sus alumnos lo llamasen «maestro zen», a pesar de que él fuese altamente crítico de lo que llamaba «zen de moda». De hecho, el primer grupo establecido por Rose se llamó Grupo de estudio Zen, en Pittsburgh, reflejando su aceptación de los métodos del zen, y otros grupos fueron llamados Pyramid Zen Society (Sociedad Zen Pirámide), en reconocimiento de que aquellos interesados en un compromiso total serían pocos (la parte superior de la pirámide) como es explicado en varias conferencias que fueron grabadas. Pensaba que requerir a los estudiantes que tengan determinación produciría un grupo más comprometido de pensadores e investigadores.
Rose dio una serie de conferencias en los años setenta, las cuales resumían su aproximación al zen e incorporaban el término zen en el título: La psicología del zen; Zen y el sentido común; Zen y la muerte; etc. Varias de ellas han sido transcriptas de cintas de audio y publicadas.
Rose tenía gran estima por Alfred Pulyan, un maestro zen de Connecticut, quién le dio un método de transmisión mencionado en la literatura zen. Rose escribió una guía para los líderes de grupos locales, The Monitor Papers, actualmente no publicada, en la cual daba instrucciones acerca de cómo crear rapport, lo cual en su perspectiva es un precursor a la Transmisión, y publicó también Energy Transmutation, Between-ness and Transmission en 1975.
Partiendo de sus investigaciones del espiritualismo, en sus primeras lecturas a menudo relataba sus hallazgos acerca de los fenómenos paranormales.

## Influencia
Rose trabajó de cerca con grupos, comenzando con estudiantes universitarios y profesionales, principalmente en el noroeste de Estados Unidos (por ejemplo, Pennsylvania, Ohio, Massachusetts, Maryland, West Virginia). Con el correr del tiempo, a medida que los estudiantes se graduaban e iniciaban vidas de profesionales, se establecieron grupos en Colorado, California, Carolina del Norte, Florida, y Maine.
Después de que fue hospitalizado con alzheimer a mediados de los años noventa, varias de las organizaciones se suspendieron, pero algunas continuaron, notablemente el Self-Knowledge Symposium en universidades de North Carolina.
Sus seguidores creen que él nunca buscó una popularidad extendida. Los miembros de la Fundación TAT, la actual organización nuclear, están dispersos geográficamente. La gente puede asistir a grupos de estudio sin convertirse en miembros de la fundación TAT.

## Publicaciones
- Albigen Papers, 1973, 1978 ISBN 1-878683-00-4, ISBN 1-878683-07-1
- Energy Transmutation, Between-ness and Transmission, 1975 ISBN 1-878683-02-0
- Psychology of the Observer, 1979, 2001 ISBN 1-878683-06-3
- Meditation, 1981 Pyramid Press
- Carillon: Poems, Essays & Philosophy, 1982 ISBN 1-878683-03-9
- The Direct-Mind Experience, 1985 ISBN 1-878683-01-2
- Profound Writings, East & West, 1988 ISBN 1-878683-05-5
- The Three Books of the Absolute aparece en The Albigen Papers y en Profound Writings, East & West.